# Dan Grunfeld
Daniel Leslie Grunfeld, detto Dan (in ebraico דן גרונפלד‎?; Franklin Lakes, 7 febbraio 1984), è un ex cestista statunitense con cittadinanza israeliana naturalizzato rumeno.

## Biografia
È il figlio dell'ex cestista e dirigente sportivo Ernie Grunfeld.